# Okręg wyborczy South Thanet
Okręg wyborczy South Thanet powstał w 1983 r. i wysyła do brytyjskiej Izby Gmin jednego deputowanego. Okręg obejmuje południową część dystryktu Thanet.

## Deputowani do brytyjskiej Izby Gmin z okręgu South Thanet
- 1983–1997: Jonathan Aitken, Partia Konserwatywna
- 1997– : Stephen Ladyman, Partia Pracy